# Vanua Levu-öarna
Vanua Levu-öarna är en ögrupp i norra Fiji. Den har fått sitt namn efter den största ön i gruppen, Vanua Levu. Bland de andra öarna är den viktigaste Taveuni. Andra öar i ögruppen inkluderar Laucala, Matagi, Namena Lala, Qamea, Rabi och Yadua Tabu. Ögruppen har en gemensam yta på 6 199 kvadratkilometer, och en total befolkning på 140 016, enligt folkräkningen 1996.
Vanua Levu-öarna ligger i Fijis norra division, och tillsammans med Lauöarna bildar de Tovatakonfederationen, en av de tre hövdingahierarkierna som utgör Fiji.